# Pimelodus albofasciatus
Pimelodus albofasciatus är en fiskart som beskrevs av Mees, 1974. Pimelodus albofasciatus ingår i släktet Pimelodus och familjen Pimelodidae. Inga underarter finns listade i Catalogue of Life.